# Réseau Gallia
Das Réseau Gallia war ein französisches Widerstandsnetzwerk gegen die deutsche Besetzung Frankreichs im Zweiten Weltkrieg.

## Geschichte
Das Widerstandsnetzwerk wurde 1943 vom Bureau Central de Renseignements et d’Action (BCRA) und der MUR (Mouvements unis de la Résistance / auch: United Résistance Movements) gegründet.
Die Hauptaufgabe des Netzwerkes war die militärische und die politische Geheimdienstarbeit. Die Leitung des Netzwerkes hatte Henri Gorce-Franklin. Unterstützt wurde er anfangs von Albert Cohan und Eugéne Petit (-Claudius). Insgesamt gehörten dem Netzwerk ca. 4.500 Agenten an. Davon waren etwa 2.500 Agenten im Süden des Landes tätig. In der zweiten Jahreshälfte 1943 wuchs die Bedeutung dieses Netzwerkes stetig an. Es war deshalb im Jahr 1944 das wichtigste BCRA-Netzwerk in der Südzone. Auch nach Landung der Alliierten hatte die Tätigkeit dieses Netzwerkes eine hohe Bedeutung. Die Alliierten wurden zum Beispiel über die Ziele, die beim Rückzug der deutschen Armeen bombardiert werden sollten, informiert.